# طورا
طورا هي إحدى القرى اللبنانية من قرى قضاء صور في محافظة الجنوب.

## لمحة تاريخية
كان لقرية طورا تاريخ طويل مع مقاومة الاحتلال الإسرائلي وسقط عدد من الشهداء في مواجهة المحتل وأبرزهم الشهيد القائد محمود حيدر

## الموقع
تقع بلدة طورا على هضبة مطلة على مدينة صور وبلدات جنوبية يحدها من الشمال بلدة العباسية وبلدة ديرقانون النهر ومن الشرق بلدة جناتا ومن الجنوب بلدة معركة وللبلدة إطلالة ساحرة على مدينة صور وبحرها من الشرق

## المساحة
3300 دونم

## السكان
7900 نسمة